# Jetětice
Jetětice (deutsch Jetietitz) ist eine Gemeinde in Tschechien. Sie liegt neun Kilometer südwestlich von Milevsko in Südböhmen und gehört zum Okres Písek.

## Geographie
Jetětice befindet sich im Quellgebiet eines kleinen Baches im Süden der zum Mittelböhmischen Hügelland gehörigen Milevská pahorkatina. Gegen Süden liegt das Tal des Baches Jetětický potok. Nördlich erhebt sich der Seník (500 m), im Nordosten die Obora (570 m), die Mladšiny (535 m) und die Skalice sowie östlich der Šlahoun (514 m). Am südlichen Ortsrand verläuft die Bahnstrecke Tábor–Písek. Gegen Westen liegt das mit dem Orlíkstausee geflutete Tal der Moldau.
Nachbarorte sind Dolnice, Květov und Tyrolský Dům im Norden, Rukáveč, Skalka, Branice und Stehlovice im Nordosten, U Zárubů, Jižiny, Veselíčko und Bilina im Osten, Podolí, Bernartice, Křenovice, Horní Rastory, Dolní Rastory und Podolí I im Südosten, Hajnice, Myslivna, Olešná und im Süden, Červená, Truhlařov, Jetětické Samoty, Habr und Pazderna im Südwesten, Tukleky und Pazderny im Westen sowie Oslov, Zbeřov, Červená 2. díl, Vůsí und Pazderna im Nordwesten.

## Geschichte
Archäologische Funde belegen eine frühzeitliche Besiedlung des Gemeindegebietes. Die erste schriftliche Erwähnung des Dorfes erfolgte 1251 als Besitz des Prämonstratenserklosters Mühlhausen. Das Kloster wurde 1420 von den Hussiten zerstört. Ab 1430 gehörte das Dorf Předbor von Radešín. Im Jahre 1437 erwarb Ulrich II. von Rosenberg Jetětice und schloss es an sein Klingenberger Pfand an. Heinrich V. von Rosenberg überließ 1473 ein Viertel der Besitzungen des Hauses Rosenberg, darunter auch das Klingenberger Pfand, seinem Vetter Bohuslav V. von Schwanberg. Im Jahre 1575 kaufte Christoph von Schwanberg auf Worlik die Herrschaften Klingenberg und Mühlhausen der Hofkammer ab und verband diese mit Worlik. Nach der Schlacht am Weißen Berg wurde der Nachlass des Peter von Schwanberg konfisziert und 1621 die Eggenberger Besitzer der Herrschaft. Nachdem 1717 die Eggenberger im Mannesstamme erloschen, erbte das Haus Schwarzenberg deren Besitzungen. Bis 1736 oblag dem Schultheiß in Branice die Niedere Gerichtsbarkeit. Im Jahre 1840 bestand Jetietitz / Jetětice aus 19 Häusern mit 241 Einwohnern. Zu Jetietitz gehörte auch ein Haus der Einschicht Na Samotech (Jetětické Samoty). Pfarr- und Schulort war Čerwena. Bis zur Mitte des 19. Jahrhunderts blieb das Dorf immer als Teil der Herrschaft Klingenberg zur Fideikommissherrschaft Worlik samt den Allodialgütern Zalužan, Zbenitz und Bukowan untertänig.
Nach der Aufhebung der Patrimonialherrschaften bildete Jetětice/Jetětitz ab 1850 mit dem Ortsteil Červená  eine Gemeinde im Bezirk und Gerichtsbezirk Milevsko. 1857 zerstörte ein Großbrand den größten Teil des Dorfes. Im Jahre 1860 lebten in den 21 Häusern von Jetětice 273 Personen. Im Jahre 1877 wurde in Jetětice ein eigenes Schulhaus errichtet, in dem noch im September desselben Jahres der Unterricht aufgenommen wurde. Am 20. November 1889 nahm die Bahnstrecke Tábor – Milevsko – Písek – Ražice den Verkehr auf; jedoch rollten die Züge ohne Halt am südlichen Ortsrand von Jetětice vorbei, der nächste Bahnhof war Červená nad Vltavou. Die Freiwillige Feuerwehr gründete sich 1900. Die Gemeinde ließ auf eigene Kosten eine Bahnstation errichten, die 1917 eingeweiht wurde. Im Jahre 1930 bestand das Dorf aus 86 Häusern und hatte 508 Einwohner. Zwischen 1956 und 1963 erfolgte der Bau der Orlík-Talsperre, mit der das Dorf Červená sowie die Einschichten Jílovec, Saník, Šejharův Mlýn und Šimek überflutet wurden. Nach der Aufhebung des Okres Milevsko wurde Jetětice Ende 1960 dem Okres Písek zugeordnet.

## Gemeindegliederung
Die Gemeinde Jetětice besteht aus den Ortsteilen Červená (Tscherwena) und Jetětice (Jetietitz) sowie der Ansiedlung Jetětické Samoty und den Einschichten Habr, Pazderna und Truhlařov.

## Sehenswürdigkeiten
- Kirche des hl. Bartholomäus in Červená 2. díl, der im 12. Jahrhundert errichtete romanische Bau wurde im Zuge des Talsperrenbaus aus dem Überflutungsgebiet an seinen heutigen Standort umgesetzt
- Kapelle Mariä Geburt in Jetětice, erbaut 1911
- Kapelle der Jungfrau Maria von Lourdes in Jetětické Samoty, errichtet in der 1. Hälfte des 20. Jahrhunderts
- Eisenbahnbrücke bei Červená, der 253 m lange und 68 m hohe Bau entstand zwischen 1886 und 1889. Sie war die erste Eisenbahnbrücke in Böhmen, die ohne Gerüst in fliegender Montage errichtet wurde.
- Gedenkstein für die Gefallenen des Ersten und Zweiten Weltkrieges, errichtet 1924

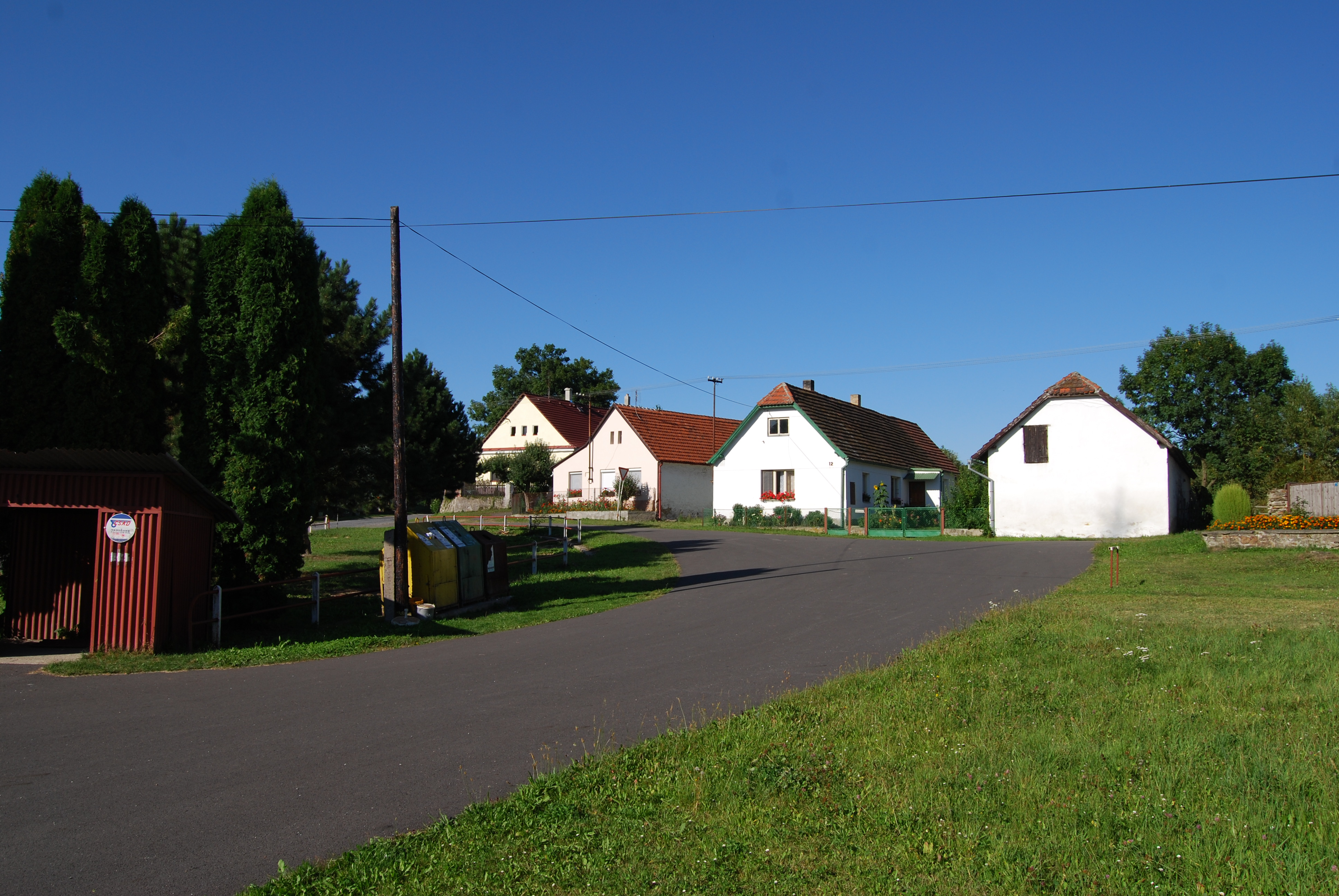
Dorfplatz in Jetětice
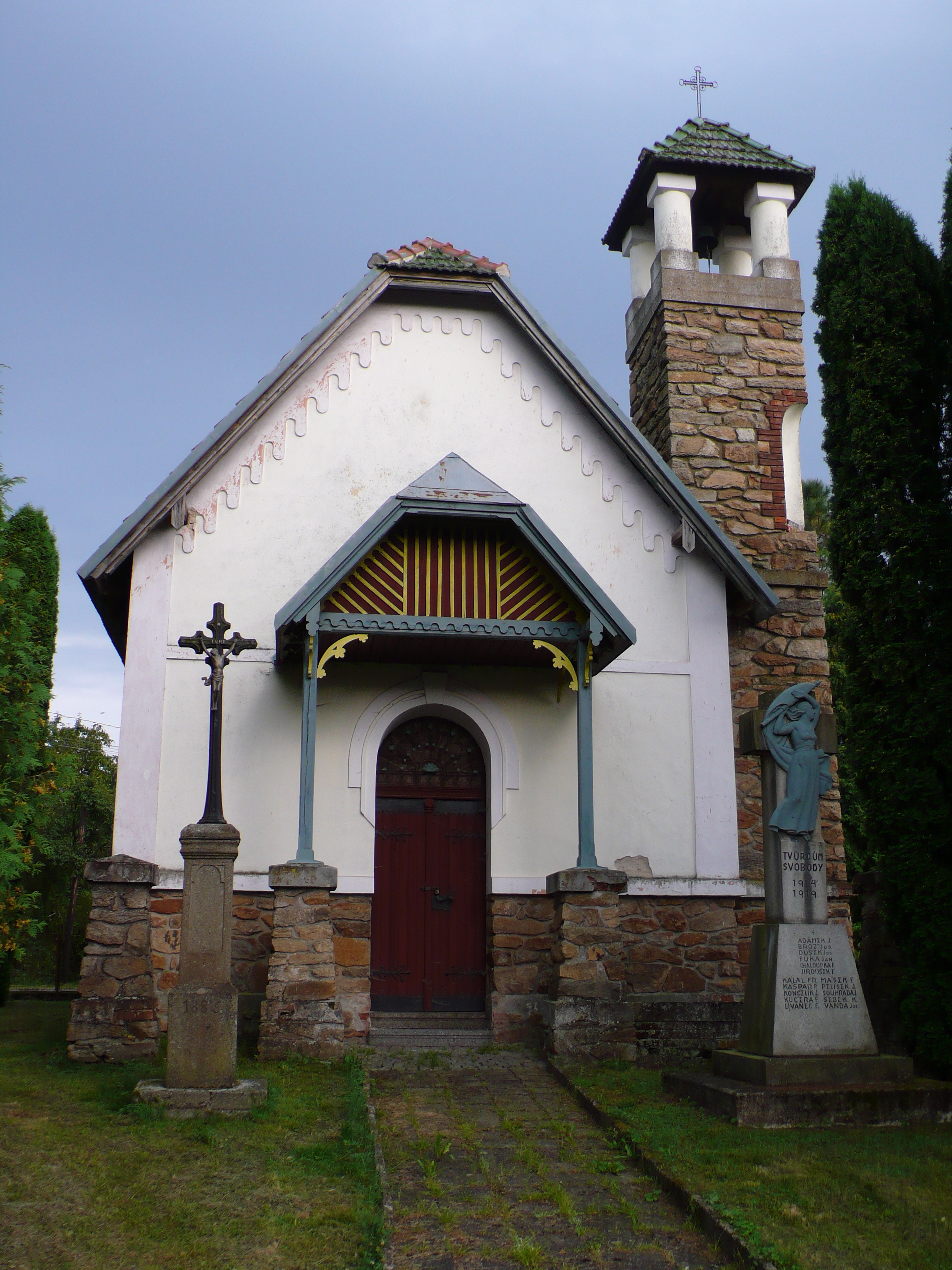
Kapelle der Jungfrau Maria
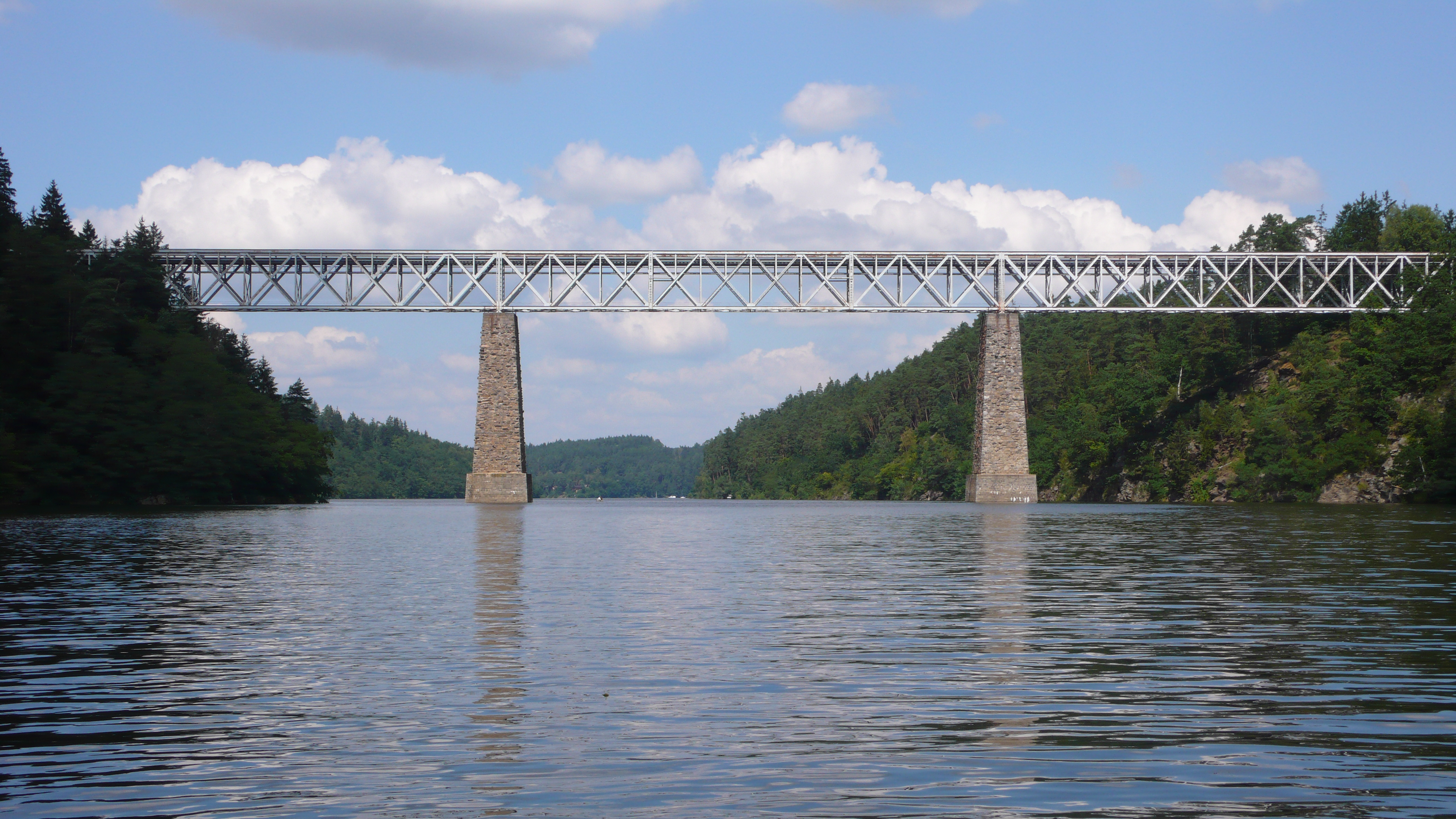
Eisenbahnbrücke bei Červená